# Goryphus bicuneatus
Goryphus bicuneatus là một loài tò vò trong họ Ichneumonidae.